# Broadway (Wirginia)
Broadway – miasto w Stanach Zjednoczonych, w stanie Wirginia, w hrabstwie Rockingham.